# Malamino
Malamino (del ruso: Маламино) es un seló del raión de Uspénskoye del krai de Krasnodar, en el sur de Rusia. Está situado en la orilla izquierda del Kubán, 10 km al oeste de Uspénskoye y 201 km al este de Krasnodar, la capital del krai. Tenía 1 547 habitantes en 2010.
Es cabeza del municipio Malaminskoye, al que pertenecen asimismo Volnost, Kars y Pervokubanski.

## Historia
La localidad fue fundada en 1901.